# ویجیلس
ویجیلس (انگلیسی: Vigiles) یا به عبارت بهتر Vigiles Urbani ("نگهبانان شهر رم) یا Cohortes Vigilum (کوهورس (واحد نظامی)) آتش‌نشان و پلیس روم باستان بودند.
همچنین نخستین امپراتور روم آگوستوس یک نیروی جدید آتش‌نشانی عمومی به نام ویجیلس تأسیس کرد.